# Comuna de Stare Bogaczowice
Stare Bogaczowice (polaco: Gmina Stare Bogaczowice) é uma gminy (comuna) na Polónia, na voivodia de Baixa Silésia e no condado de Wałbrzyski. A sede do condado é a cidade de Stare Bogaczowice.
De acordo com os censos de 2004, a comuna tem 4112 habitantes, com uma densidade 47,3 hab/km².

## Área
Estende-se por uma área de 86,89 km², incluindo:
- área agrícola: 63%
- área florestal: 31%

## Demografia
Dados de 30 de Junho 2004:
|                      | Total   | Total | Mulheres | Mulheres | Homens  | Homens |
| -------------------- | ------- | ----- | -------- | -------- | ------- | ------ |
|                      | pessoas | %     | pessoas  | %        | pessoas | %      |
| População            | 4112    | 100   | 2096     | 51       | 2016    | 49     |
| Densidade (pop./km²) | 47,3    | 100   | 24,1     | 24,1     | 23,2    | 23,2   |

De acordo com dados de 2002, o rendimento médio per capita ascendia a 1930,07 zł.

## Comunas vizinhas
- Boguszów-Gorce, Bolków, Czarny Bór, Dobromierz, Marciszów, Szczawno-Zdrój, Świebodzice, Wałbrzych